# Untermünkheim
Untermünkheim – miejscowość i gmina w Niemczech, w kraju związkowym Badenia-Wirtembergia, w rejencji Stuttgart, w regionie Heilbronn-Franken, w powiecie Schwäbisch Hall, wchodzi w skład związku gmin Braunsbach-Untermünkheim. Leży nad rzeką Kocher, ok. 5 km na północ od Schwäbisch Hall, przy drogach krajowych B14 i B19.